# Wyżnia Lodowa Przełęcz
Wyżnia Lodowa Przełęcz (słow. Vyšné Ľadové sedlo, niem. Obere Eistaler Scharte, węg. Felső-Jégvölgyi-csorba, ok. 2420 m n.p.m.) – przełęcz w głównej grani Tatr, oddzielająca Lodowy Zwornik (Zadný Ľadový štít, 2507 m) w masywie Lodowego Szczytu (Ľadový štít, 2627 m) od Śnieżnego Szczytu (Snehový štít, 2467 m). Bezpośrednio nad przełęczą znajduje się charakterystyczny uskok Śnieżnego Szczytu. Po północno-zachodniej stronie przełęczy znajduje się Dolina Śnieżna (Ľadová dolinka), będąca gałęzią Doliny Czarnej Jaworowej (Čierna Javorová dolina), a po stronie południowo-wschodniej – Dolina Pięciu Stawów Spiskich (Kotlina Piatich Spišských plies).
Na przełęcz nie prowadzi żaden szlak turystyczny. Wejście bez znaków z Doliny Pięciu Stawów Spiskich jest łatwe, natomiast droga przez Dolinę Śnieżną – długa, trudna i eksponowana, uważana za jedną z najciekawszych i najwspanialszych krajobrazowo dróg taternickich w Tatrach.
Pierwsze znane wejścia:
- latem – Karol Englisch i Johann Hunsdorfer senior, 16 lub 17 lipca 1902 r., przez Dolinę Śnieżną – Adam Ferens i Mieczysław Świerz, 22 lipca 1922 r.,
- zimą – Henryk W. Mogilnicki i Wiesław Stanisławski, 29 grudnia 1930 r. (przez Dolinę Śnieżną).

## Bibliografia

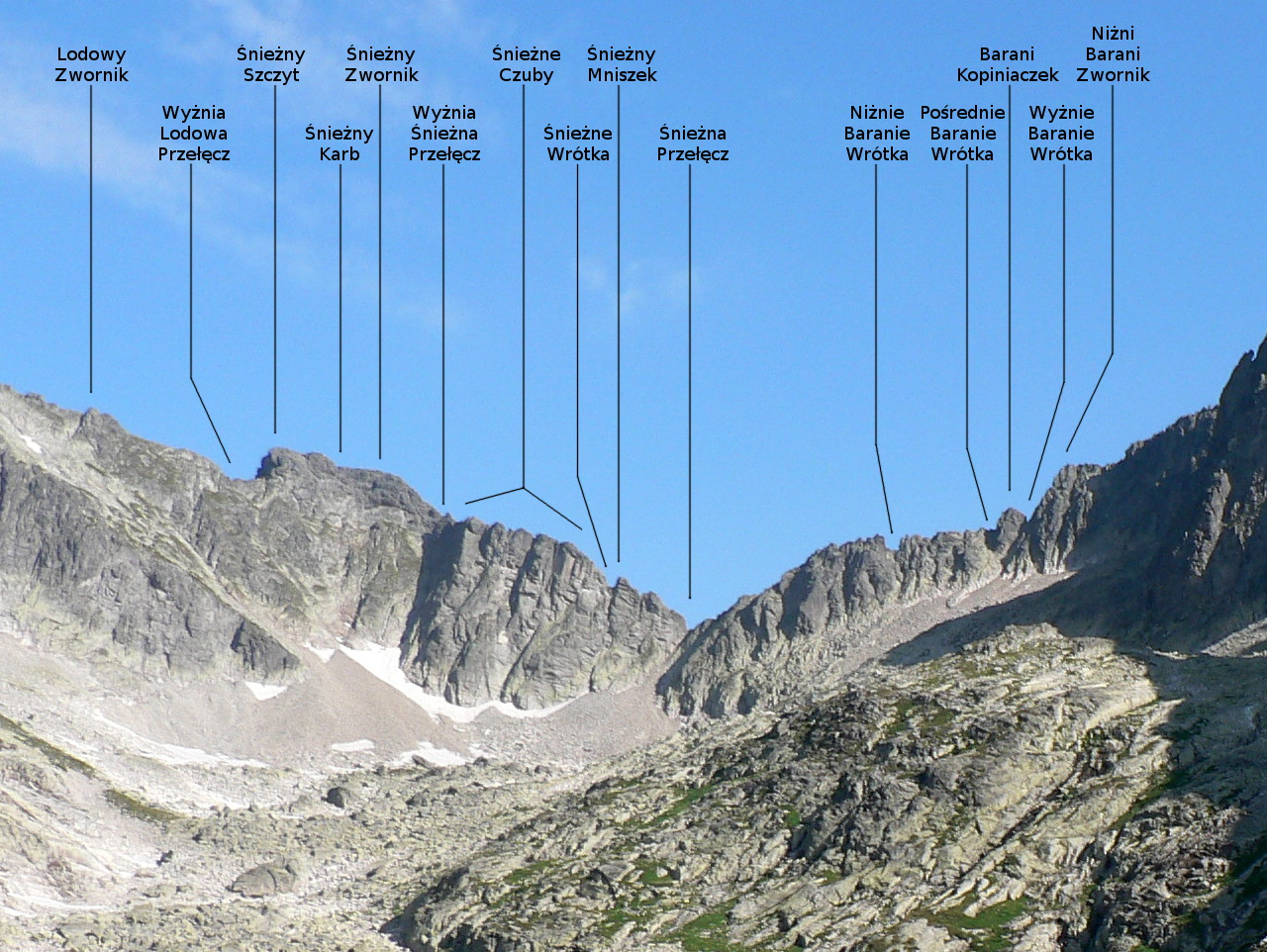
Wyżnia Lodowa Przełęcz wśród podpisanych obiektów – widok z Doliny Pięciu Stawów Spiskich